# Chrám svatého Jiří melchitů (Jaffa)
Chrám svatého Jiří v Jaffě je chrám řeckokatolické církve melchitů, náležející k archieparchii melchitů v Akkonu, se sídlem v Tel Avivu–Jaffě v Izraeli. Nachází se ve čtvrti Adžami v ulici Hadolfin 11, diagonálně proti chrámu sv. Antonína Velikého řecké ortodoxní církve maronitů a severně od chrámu sv. Mikuláše koptské církve.

## Historie
Vyznavači řeckokatolické církve melchitů uprchli z Palestiny po jejím dobytí Mamlúky a vrátili se až roku 1765 do Akkonu,  kde se ujsadili při troskách svého středověkého chrámu z křižáckého období. Po roce 1866 přesídlii rovněž do Jaffy.. 

## Popis chrámu

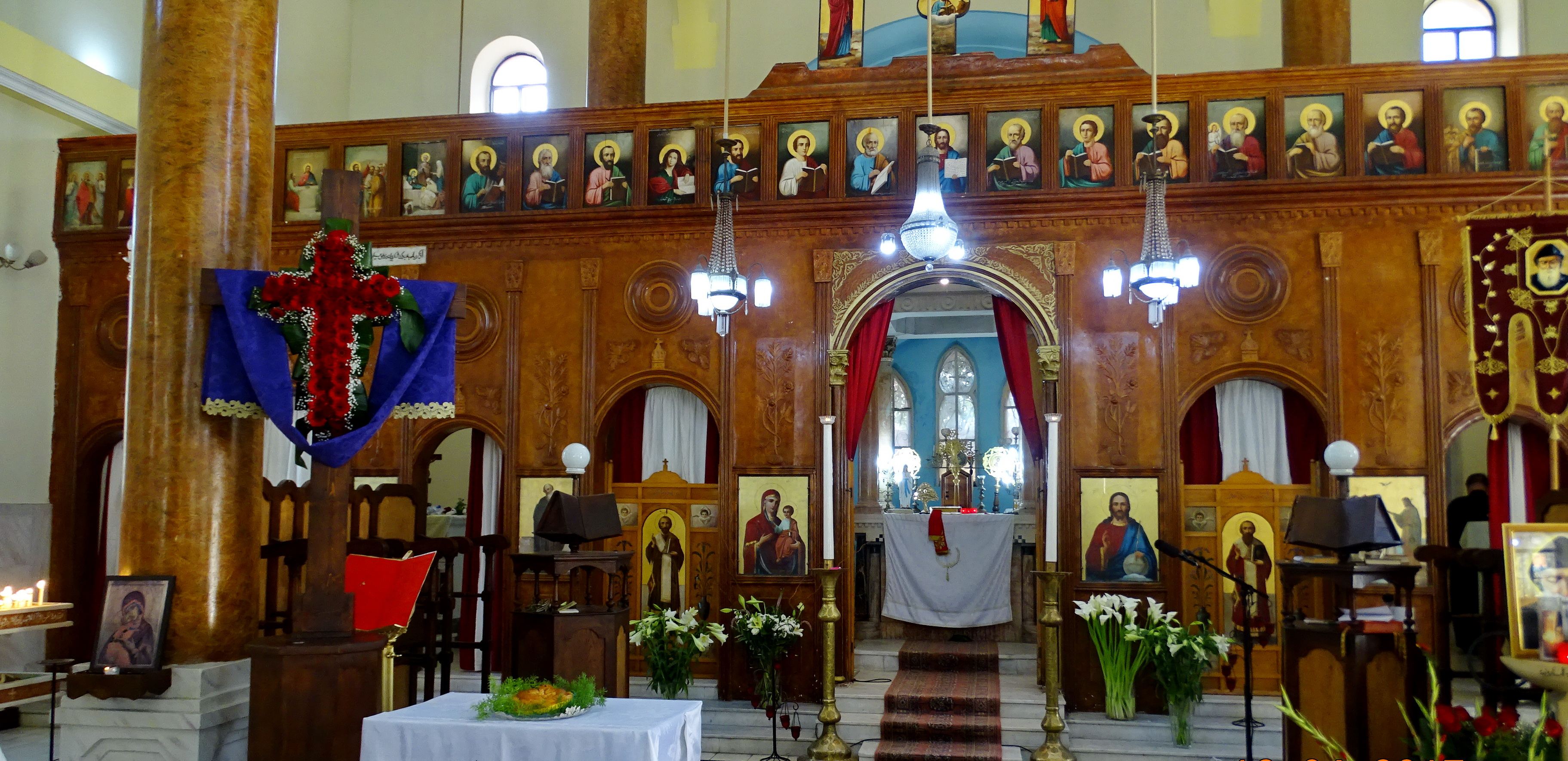
Interiér chrámu sv. Jiří

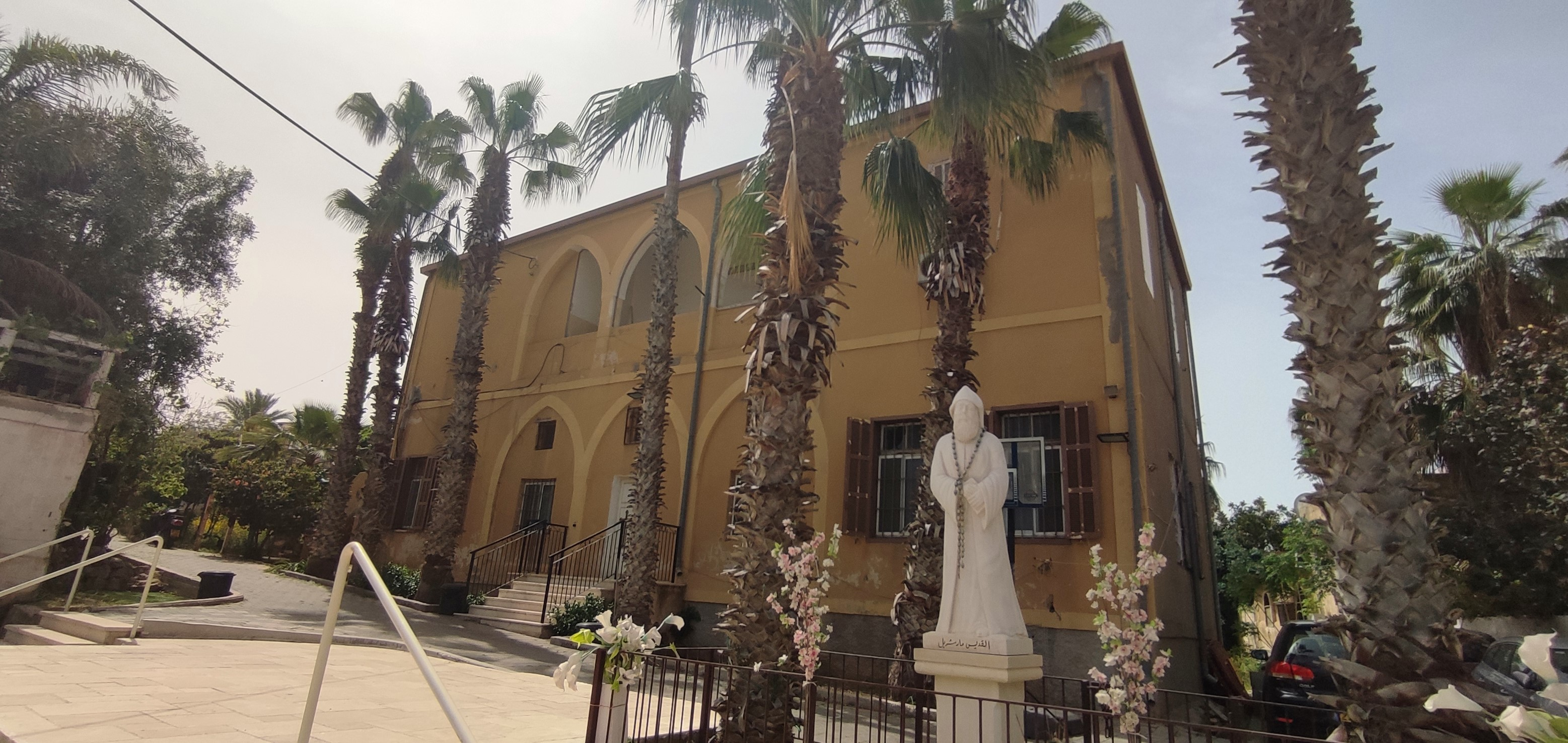
Zahrada a komunitní centrum melchitů při chrámu sv. Jiří v Jaffě

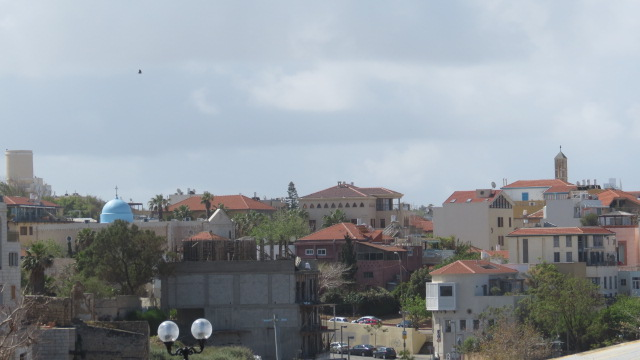
Panorama čtvrti Adžami s modrou kupolí chrámu melchitů

Chrám je poměrně vysoká obdélná sálová stavba s krátkým pravoúhlým závěrem, který odděluje od lodi dvouetážový ikonostas s devíti branami a vyřezávanou balustrádou, dole má 8 velkých ikon a nahoře 30 malých ikon. Před ním se vystavují k uctívání další ikony, jež se vyměňují podle liturgických svátků roku. 
Okolo lodi v patře obíhá empora. Plochý strop nesou dvě řady  mohutných betonových sloupů s leštěným povrchem z umělého mramoru (stucco-lustro), pouze uprostřed je strop prolomen mělkou kupolí, natřenou uvnitř i vně blankytně modrou barvou. Chrám osvětlují křišťálové lustry.
Sedlová střecha kryje chrám tak, že v dálkových pohledech je viditelná jen modrá kupole, ostatní stavbu zcela stíní palmy a okolní zástavba.

## Zahrada
Rozlehlá zahrada východně a jižně od kostela je obehnaná vysokou zdí a rozdělená na části užitkovou, rekreační a okrasnou. Je zde hřiště pro mládež, budova komunitního centra, palmový háj a socha svatého mnicha a poustevníka Antonína Velikého. 